# Fotomanipulation

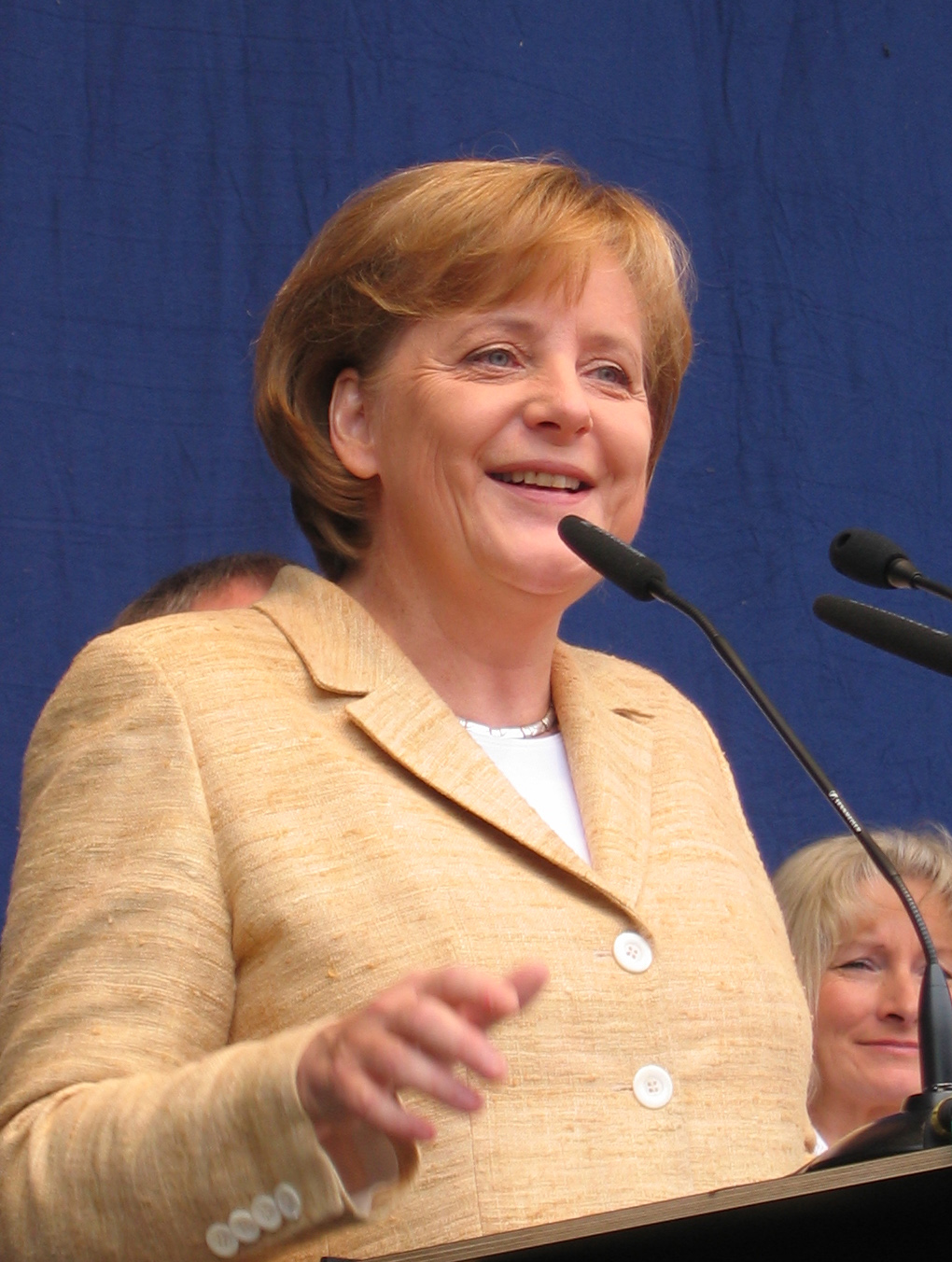
Original

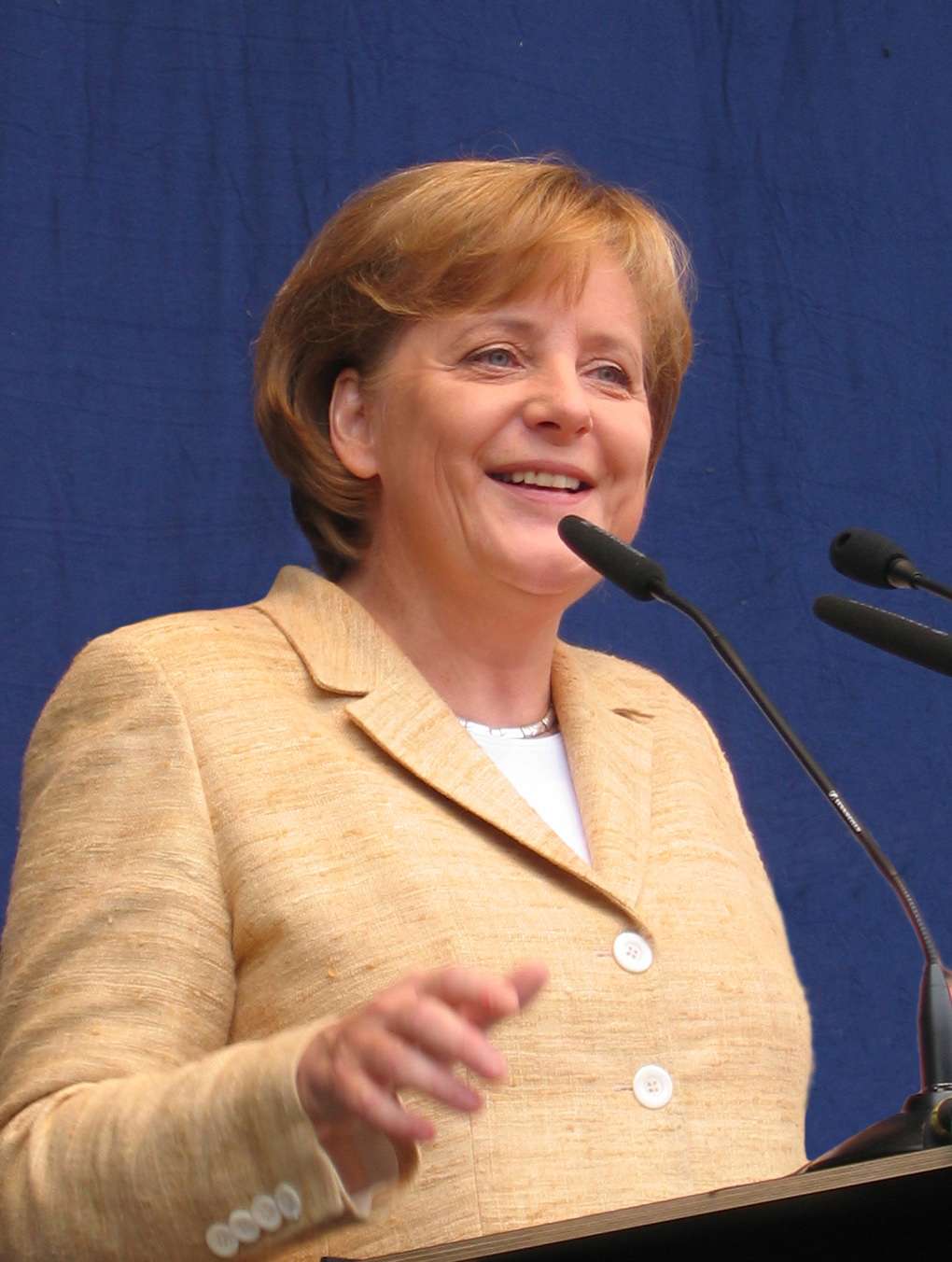
Personen im Hintergrund entfernt sowie sanfte Retusche im Gesicht

Unter einer Fotomanipulation versteht man die Veränderung oder Manipulation einer Fotografie unter Zuhilfenahme technischer Mittel, um einen fremden Sachverhalt vorzutäuschen.
Die Manipulation kann vor, während oder nach der Aufnahme erfolgen.
- Vor der Aufnahme wird es inszenierte Fotografie genannt.
- Während der Aufnahme ist es die Korrektur der Belichtung. Ein Beispiel hierfür ist der Einsatz der Mehrfachbelichtung.
- Nach der Aufnahme geänderte Aufnahmen werden unter dem Begriff Bildbearbeitung zusammengefasst. Ältere Begrifflichkeiten verwendeten die Namen einzelner Techniken, wie Retusche.

## Geschichte
Die Geschichte der Fotomanipulation ist schon seit je eng mit der der Fotografie selbst verbunden. Bereits im 19. Jahrhundert, als es technisch möglich wurde, Bilder chemisch zu fixieren, versuchten Fotografen, Fotos durch technische oder kompositorische Tricks zu verändern. Ihr Ziel war es, ein Bild einer Wirklichkeit zu erzeugen, die es so nicht gegeben hat. Dabei wurde zu verschiedenen Mitteln gegriffen.
Der Franzose Hippolyte Bayard (1801–1887) gilt als einer der frühesten Fotografen und entwickelte seinen „Fotoapparat“ sogar vor Louis Daguerre. Erste fotografische Versuche startete er bereits im Februar 1839. Das Verfahren, das Bayard im Verlauf dieser Experimente im März 1839 erfand, nannte sich „Direktpositiv-Verfahren“. Er hatte somit eine Methode entwickelt, um die Bilder direkt als Positiv auf Papier zu bringen. Von einem Freund Daguerres, François Arago, wurde er jedoch überredet, mit der Veröffentlichung seiner Arbeit ein Jahr zu warten – so veröffentlichte Daguerre seine Erfindung zuerst, weshalb Bayard nicht als Erfinder der Fotografie gilt.
Daraufhin nahm Bayard ein Selbstporträt auf, das ihn selbst als Ertrunkenen darstellt, ein Protest gegen diese Ungerechtigkeit. Es symbolisiert, dass er über seine Erfindung schweigen musste. Er wird deshalb als Erfinder der modernen Technik des Kombinationsdruckes genannt, da er bereits verschiedene Negative verwendete, die er zu einem Bild kombinierte.

### Politischer Missbrauch
Machthaber nutzen gerne die Tatsache, dass der durchschnittliche Betrachter dazu neigt, die Glaubwürdigkeit von Fotos zu überschätzen. Der Gebrauch von Fotomanipulationen für politische Zwecke ist besonders leicht, wenn die Medien der Kontrolle von Personen unterstehen. Solcher Missbrauch fand und findet in allen Gesellschaften statt, in denen Individualinteressen gegen die Gemeinschaft eingesetzt werden können.
- Stalin ließ den ungarischen Revolutionär Tibor Szamuely aus einem Bild herausretuschieren, auf dem er hinter Lenin stand. Er sollte nicht mehr mit der bolschewistischen Revolution in Zusammenhang gebracht werden. Berühmte Opfer der sowjetischen Zensur waren Trotzki und Kamenew, die in späteren Zeiten als Regime-Gegner galten.[1] Siehe dazu ausführlich: Grigori Petrowitsch Goldstein
- Maos Ehefrau wurde nach dessen Tod von diversen Fotos entfernt. Das folgende Regime wollte verhindern, dass der Kult um Mao mit der politischen Vereinigung seiner Frau in Verbindung gebracht wurde.
- Hitler ließ Goebbels aus einigen Bildern retuschieren, in denen beide mit Leni Riefenstahl zu sehen waren.
- Die politische Retusche spielte in der Tschechoslowakei eine Rolle, wo oft ästhetische Mängel der Grund für Veränderungen waren. So wurden Personen oder Gebäude entfernt, neu platziert oder kleine Schönheitsfehler ausgebessert. Fälschungen wurden von eigens engagierten Spezialisten, oft inhaftierten Banknotenfälschern, angefertigt.
- Propaganda war ein weiterer Grund warum Fotos manipuliert wurden. Im Ersten Weltkrieg sollten veränderte Bilder die Situation dramatisieren und die Bevölkerung in Kriegsstimmung versetzen.
- Anlässlich politischer Kampagnen wurden Retuschen erstellt, die dem Kontrahenten Schaden zufügten. Durch manipulierte Fotos wurden „Skandale“ erzeugt.
- Bereits zur Zeit des Amerikanischen Bürgerkriegs veränderten Fotografen Aufnahmen zu propagandistischen Zwecken oder um die Dramatik zu erhöhen. Solche Fotos wurden als eine Art „Souvenir“ an den Meistzahlenden verkauft.
- Das Foto vom Petersburger Blutsonntag (1925) war gestellt.
- Die bekannte Aufnahme Auf dem Berliner Reichstag, 2. Mai 1945 vom Hissen der sowjetischen Siegesflagge auf dem deutschen Reichstag zum Ende des Zweiten Weltkriegs ist nachgestellt. Sie entstand erst zwei Tage nach dem tatsächlichen Hissen durch Michail Petrowitsch Minin am Abend des 30. April 1945. Das am 2. Mai vom Frontberichterstatter Jewgeni Chaldei aufgenommene Foto wurde darüber hinaus mehrfach retuschiert. Ein Soldat trug auf dem Originalbild mehrere, vermutlich gestohlene Armbanduhren, von denen eine herausretuschiert wurde. Später wurden einige Rauchwolken dunkler und bedrohlicher gestaltet. Auch wurde eine dramatisch im Wind bauschende Fahne ins Bild montiert.
- Der langjährige italienische Ministerpräsident Silvio Berlusconi nutzte seine Medienmacht als Besitzer des Berlusconi-TV zur Manipulation von Bildern.[2]
- 2011 manipulierte die chassidische (ultraorthodoxe) Zeitung „Der Tzitung“ in ihrem Bericht über Osama bin Ladens Tötung das offizielle Foto des Weißen Hauses: In dem Aufmacherfoto sind die amerikanische Außenministerin Hillary Clinton und eine zweite Frau wegretuschiert – wegen religiös begründeter Sittlichkeitsvorstellungen, die zeitunglesenden Männern den Anblick von Frauen verbieten.[3]
- 2017 veröffentlichte die abgesetzte katalanische Regionalregierung auf ihrer Website ein Foto der „Mitglieder der legitimen Regierung“, auf dem der frühere Minister Santi Vila i Vicente wegretuschiert worden war, allerdings war dabei vergessen worden, sein (noch sichtbares) linkes Bein zu entfernen.[4]

## Methoden der Manipulation
Seit den 1980er Jahren stiegen die Möglichkeiten beträchtlich, um Fotos zu verändern. Die Entwicklung in der Elektronischen Bildverarbeitung ermöglichte eine leichtere Bildmanipulation. Die Sofwarehilfsmittel erlauben es meist Veränderungen für das ungeschulte Auge kaum erkennbar auszuführen. Vor dem Computerzeitalter waren Fotografen für solche Vorhaben auf ihre handwerklichen Fähigkeiten zur Retusche angewiesen. Deren Methoden sind jedoch als Vorläufer der neuen Techniken erkennbar. Die Fotomanipulation wurde ein beherrschender Bestandteil der Massenmedien. Neben politischen Gründen ist die Beautyretusche allgegenwärtig. Es gibt (fast) kein veröffentlichtes Porträt ohne Manipulation der gewünschten Schlüsselreize.

### Ältere Methoden
Manipulationstechniken sind deutlich älter als hundert Jahre. Mittels feiner Pinsel und spezieller Farbe wurden wichtige Bilddetails sowohl auf Fotos, als auch den Originalen (Negative, Glasplatten) nachgezeichnet. In den meisten Fällen diente diese Arbeit der Verbesserung des Schärfeeindrucks. Diese Methode war so erfolgreich, dass sie bis Ende des 20. Jahrhunderts von den meisten Profifotografen für derartige Zwecke benutzt wurde. Eine beliebte Methode, die ohne großen technischen Aufwand auskam, war das Nachstellen von Szenen (Inszenierte Fotografie), das vor allem dann zum Einsatz kam, wenn der Fotograf zum Zeitpunkt des Geschehens nicht anwesend war.
Eine weitere Möglichkeit, die noch in ähnlicher Form angewendet wird, war die Fotomontage, bei der ein Bild aus mehreren Negativen zusammengesetzt wurde oder durch Mehrfachbelichtungen erzeugt wurde. Eine Mischung aus diesen beiden Methoden war die Komposografie. Durch das Entfernen oder Hinzufügen von Details und falsche Texterklärungen kann zwar nicht das Foto selbst, aber der Zusammenhang, in dem das Bild steht, verfälscht werden.

#### Komposografien
Die Komposografie ist eine retuschierte Bildcollage. Der Amerikaner Harry Grogin gilt als ihr Erfinder, da der Ausdruck erstmals in seiner Zeitschrift „The Graphic“ erwähnt wurde.
Beim Prozess um das Ehepaar Rhinelander (1925) konnten die Fotografen keine brauchbaren Fotos machen, deshalb verwendete Artdirector Grogin Fotos der im Gerichtssaal anwesenden Personen und stellte die Szene mit Schauspielern nach. Auf deren Körper kopierte er die Köpfe der Dargestellten. Er verwendete insgesamt 20 verschiedene Fotos für ein Bild, das in „The Graphic“ erschien. Die Fälschung war mit dem Hinweis, dass das Bild im Studio entstanden sei, als solche gekennzeichnet.
Die Komposografie existierte bereits länger, schon 1857 fertigte der Fotograf Oscar Gustave Rejlander Bilder mit dokumentarischer Qualität an, die er aus 30 separaten Negativen zu einem Bild zusammengefügt hatte.

### Neuere Methoden
Die moderne digitale Bildbearbeitung bietet unzählige, leicht zu realisierende Manipulationsmöglichkeiten. Grenzen der Manipulationen sind praktisch nur noch durch die Fantasie gegeben.
Es entwickelte sich das Bedürfnis einem Foto wieder Beweiskraft zu geben. Versuche, dies auf technischem Wege zu realisieren, sind das digitale Negativ, digitale Wasserzeichen oder digitale Bildforensik. Jedoch erlauben schon einfache Bildgestaltungsmittel, wie beispielsweise die Wahl des Aufnahmestandorts, einige Manipulationsmöglichkeiten:

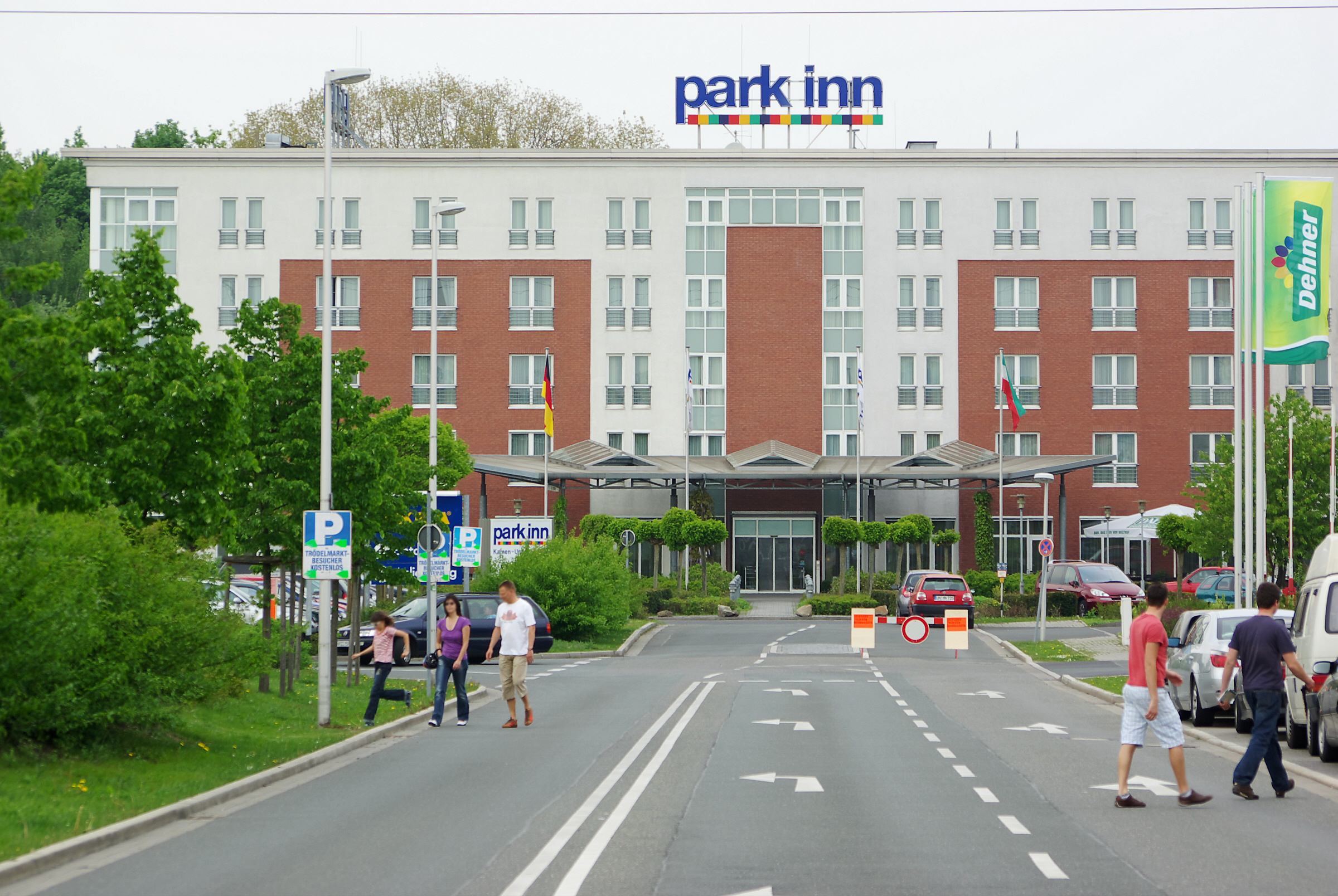
Ein Hotel mitten in einem Gewerbegebiet (Aufnahme mit Teleobjektiv aus weiter Entfernung). Bereits bei diesem Bildausschnitt sind viele Details der Umgebung nicht mehr zu sehen: Baumärkte, Möbelhaus, Hochspannungsleitungen, Trubel und viel Verkehr.
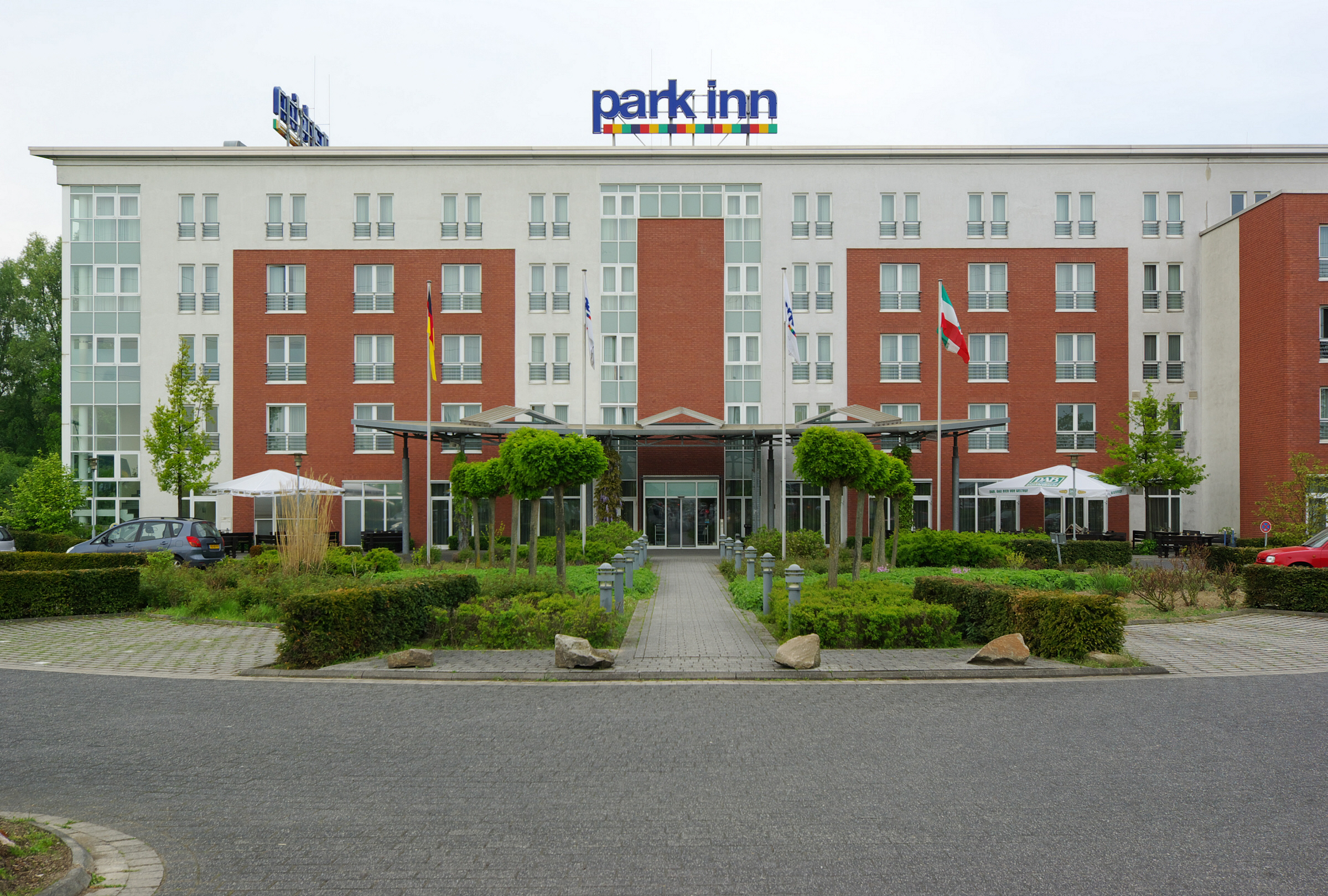
Mit einem näher am Gebäude gelegenen Aufnahmestandpunkt und geringerer Brennweite ist die Gewerbeumgebung ausgeblendet ... und schon macht das Bild einen ruhigeren Eindruck.
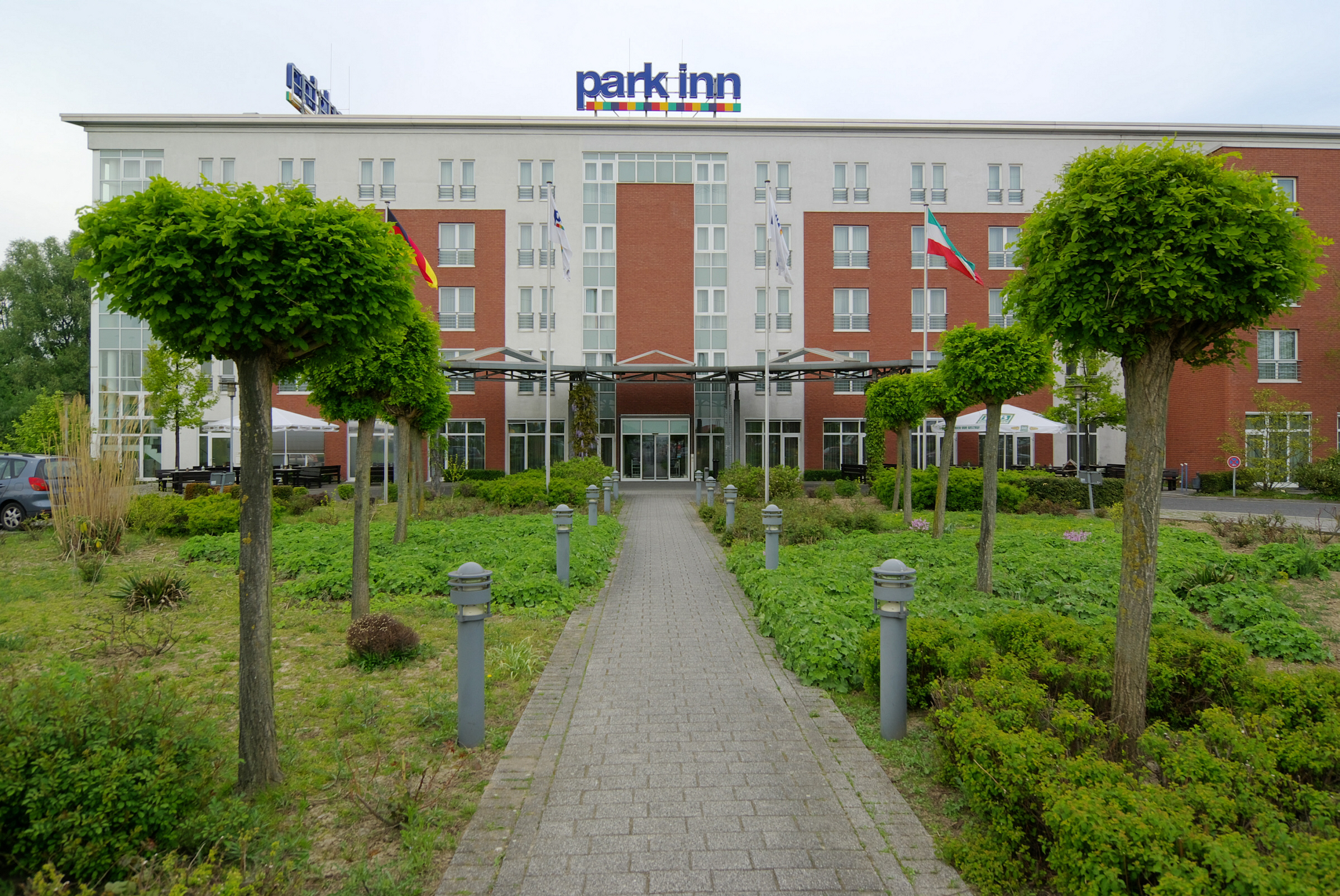
Von einem noch näher gelegenen Standort und mit Weitwinkelobjektiv fotografiert, sieht die Szene fast aus wie in einem Park.

## Subjektive Bildinterpretation
Neben objektiv quantifizierbaren Fotomanipulationen setzt die Individualität der Wahrnehmung eines Fotos bereits bei der Interpretation dessen an. Die Wahrnehmung desselben Bildes durch zwei Personen kann demnach zu gravierend unterschiedlichen Ergebnissen führen. Grund hierfür sind diverse biopsychologische Vorgänge. Beispielsweise durchlaufen die von der Netzhaut zum primären visuellen Cortex geleiteten Informationen von dort zwei unterschiedliche Verarbeitungswege: Über den partietalen Verarbeitungspfad werden insbesondere Bewegungen wahrgenommen, während der temporale Verarbeitungspfad der Objekt-, Farb- und Mustererkennung dient. Anhand dieser neuronalen Zerlegung von Bildinformationen in Einzelteile sowie die Fähigkeit des Gehirns, Wahrgenommenes mit bereits gemachten Erfahrungen zu assoziieren und dadurch verändert zu verarbeiten, kann die Subjektivität der Bildinterpretation bereits gut illustriert werden. Fotomanipulation im weiteren Sinn erfolgt also nicht nur bei der Produktion des Bildschaffenden, sondern auch bei der Wahrnehmung und Interpretation des Bildrezipienten.

## Glaubwürdigkeit
Die Arbeit des Fotojournalisten beruht von jeher auf dem Vertrauen der Leser und somit auf dem Maß an Glaubwürdigkeit, das seinen Bildern innewohnt. In den Anfängen der Fotografie war man sogar der Ansicht, dass die Kamera nicht lügen könne und deshalb alles, was sie zeigt, der Wahrheit entspricht. Dieses Vertrauen in die realitätsgetreue Wiedergabe der Umwelt wurde aber im Laufe der Jahre auf eine harte Probe gestellt, denn die Manipulationsfälle häuften sich. Dennoch genießt die Fotografie noch einen gewissen Beweischarakter.
Dabei ist das Wort „Manipulation“ ursprünglich nicht unbedingt negativ behaftet. Paul Martin Lester definiert den Begriff in einem seiner Artikel zuerst mit “to operate, use, or handle something”. Erst die dritte und vierte Bedeutung “to control or influence somebody or something in an ingenious or devious way” und “to change or present something in a way that is false, but personally advantageous” enthält den schlechten Beigeschmack, den wir mit diesem Wort verbinden. Sie bezieht sich auf die betrügerische Absicht, die hinter der bloßen Veränderung steht, und erst in dieser Erklärung definiert sich ethisch unkorrektes Handeln.
In die Kategorie der erlaubten Veränderungen fallen die so genannten Bildillustrationen, wie sie etwa auf den Titelseiten von Magazinen zu finden sind. Sie müssen als Fälschungen erkennbar oder als solche gekennzeichnet sein und dürfen keinen Anspruch darauf erheben, Originalfotos zu sein. Andere legale Praktiken sind beispielsweise zoomen, die Änderung des Winkels, die Verwendung anderer Linsen, sowie diverse Dunkelkammertechniken, wie Adjustieren von Kontrast und Graustufen.
Definitiv nicht legal sind dagegen Fotomontagen oder anders veränderte Bilder, die als Originale ausgegeben werden. Sie werden als „visuelle Lügen“ bezeichnet und verstoßen somit gegen die Sorgfalts- und Wahrheitspflicht der Presse und werden nicht von der Pressefreiheit gedeckt. Eine explizite gesetzliche Regelung, die Fotomanipulationen verbieten würde, existiert jedoch nicht. Es ist fraglich, ob eine abstrakte gesetzliche Regelung auf diesem Gebiet überhaupt möglich ist, denn für die Entscheidung, ob eine legitime Bildbearbeitung bereits eine illegitime (und damit unter Umständen illegale) Fotomanipulation darstellt, muss stets der Einzelfall im entsprechenden Kontext betrachtet werden.
Eine übliche Form der Kennzeichnung von Manipulationen ist das Symbol „[M]“ in der Quellenangabe.